# Cantón de Saint-Martory
El cantón de Saint-Martory era una división administrativa francesa, que estaba situada en el departamento de Alto Garona y la región de Mediodía-Pirineos.

## Composición
El cantón estaba formado por doce comunas:
- Arnaud-Guilhem
- Auzas
- Beauchalot
- Castillon-de-Saint-Martory
- Laffite-Toupière
- Le Fréchet
- Lestelle-de-Saint-Martory
- Mancioux
- Proupiary
- Saint-Martory
- Saint-Médard
- Sepx

## Supresión del cantón de Saint-Martory
En aplicación del Decreto nº 2014-152 de 13 de febrero de 2014, el cantón de Saint-Martory fue suprimido el 22 de marzo de 2015 y sus 12 comunas pasaron a formar parte del nuevo cantón de Bagnères-de-Luchon.